# Ánimas de día claro
Ánimas de día claro es una obra de teatro chilena escrita por Alejandro Sieveking y dirigida originalmente por Víctor Jara. La obra fue montada por primera vez en 1961 en la Sala Camilo Henríquez del Teatro de la Universidad Católica, y fue montada de manera permanente entre 1962 y 1969 en el Teatro Antonio Varas de Santiago. Junto a «La remolienda» es una de las obras más reconocidas de Sieveking.

## Argumento
El argumento de Ánimas de día claro surge a partir de la creencia popular de que el espíritu de un muerto no puede acceder al descanso eterno si aún conserva algún deseo que no se cumplió en vida. Así, cinco hermanas muertas aún penan en una casona de campo donde solían habitar. Gracias a Eulogio, un joven e inocente pueblerino que se acerca con la intención de comprar la casa, cada una de las hermanas logra materializar los anhelos reprimidos, excepto Bertina. Ella siempre quiso dar un beso a un enamorado, pero no podía porque el lunar en la punta de su nariz volvía turnios a sus novios. Sin embargo, cuando por fin logra besar al visitante, ya no desea irse, pues se ha enamorado y, con ello, ha engendrado un nuevo deseo que la sujeta a tierra.

## Personajes
- Indalicio
- Nano
- Bertina
- Luzmira
- Orfilia
- Zelmira
- Floridema
- Eulogio
- Oña vicenta
- Patricio

## Producción
Sieveking escribió «Ánimas de día claro» cuando tenía 23 años y cursaba tercer año de Teatro de la Universidad de Chile. Fue escrita en dos días y expresamente para su mujer Bélgica Castro, quien según él no era bien aprovechada en el teatro en esos años. La obra fue montada por primera vez bajo la dirección de Víctor Jara en diciembre de 1961, como su examen de egreso de la carrera de Dirección Teatral, en la Sala Camilo Henríquez del Teatro de la Universidad Católica. Su dirección logró dar soltura a los personajes populares, alejándolos de la rigidez costumbrista que entonces era habitual. El elenco estuvo formado mayoritariamente por alumnos de la escuela. 
El 25 de mayo de 1962, la obra fue estrenada y formó parte de la temporada oficial del Teatro Antonio Varas, con un reparto que incluía a actores ya consagrados: Tennyson Ferrada (Indalecio), Gonzalo Palta (Nano), Bélgica Castro (Bertina), Carmen Bunster (Luzmila), María Cánepa (Orfilia), Kerry Keller (Zelmira), Marés González (Floridema), Lucho Barahona (Eulogio) y María Valle (Oña Vicente). «Ánimas de día claro» se transformó en un clásico del Instituto de Teatro de la Universidad de Chile (ITUCH), llegando a permanecer en cartelera durante siete años seguidos.
El 10 de mayo de 2013, el Teatro Nacional Chileno estrenó una nueva versión de esta clásica obra, dirigida por Nelson Brodt y protagonizado por Mónica Carrasco, Carmen Disa Gutiérrez, Óscar Zimmermann y Jacqueline Boudon, entre otros actores, quienes en 2016 recorrieron Chile presentando la obra en distintas ciudades, con el patrocinio del Consejo de la Cultura, en el marco de la celebración de los 75 años de vida del Teatro Nacional Chileno.

## Análisis y crítica
Esta comedia en dos actos de Sieveking abre una nueva etapa de su producción que ha sido catalogada como «realismo folclórico» por algunos (Eduardo Guerrero y Juan Andrés Piña) como «realismo poético» por otros (César Cecchi). Elena Castedo-Ellerman la describe como una farsa poética, entendiendo por esto «una especie de comedia sin estudio de personajes, con situaciones humorísticas que sugieren alcanzar deseos secretos reprimidos, personajes estereotipados, mucho movimiento físico, situaciones improbables, pero aún humanas». El folklorismo de esta obra, según Castedo-Ellerman, surge por estar inspirada en la pueril y alegre artesanía popular de Talagante, localidad caracterizada por sus leyendas populares. El mismo autor, Sieveking, consideraba a «Ánimas de día claro» como una pieza de que «da la impresión de ser folclórica, porque tiene una pureza, una tradición que la hace noble, y el público cree que lo es, pero se trata de un drama, un estudio del amor. Por eso no es comparable con "La remolienda"». Al igual que esta última, la obra está escrita con un lenguaje que imita el habla popular chilena en sus giros y modulaciones; así también se intercalan canciones y bailes populares, como la cueca, y los personajes están elaborados de manera que prime la ingenuidad.
Tras su montaje en 1962, críticos de la época catalogaron a «Ánimas de día claro» como una de las mejores obras producidas por la dramaturgia chilena, urdida por un autor inteligente y aportando una visión diferente de los motivos folclóricos chilenos, con dignidad y fuerza dramática. En palabras de Guerrero del Río: «resulta de interés el tono festivo y humorístico de la obra y, más aún, el entrecruzamiento de lo mágico con lo real. A ello se agregan el acertado manejo de la atemporalidad, las entrañables caracterizaciones de los personajes ..., la presencia de lo popular (con toda su carga poética) y el concepto de lo romántico, es decir, el amor más allá de la muerte».